# Chihuahuanus russelli
Espèce
Synonymes
- Vaejovis russelli Williams, 1971
- Kochius russelli (Williams, 1971)

Chihuahuanus russelli est une espèce de scorpions de la famille des Vaejovidae.

## Distribution
Cette espèce est endémique des États-Unis. Elle se rencontre en Arizona, au Nouveau-Mexique et au Texas.

## Description
Le mâle holotype mesure 36 mm et la femelle paratype 41 mm.

## Systématique et taxinomie
Cette espèce a été décrite sous le protonyme Vaejovis russelli par Williams en 1971. Elle est placée dans le genre Kochius par Soleglad et Fet en 2008 puis dans le genre Chihuahuanus par González Santillán et Prendini en 2013.

## Étymologie
Cette espèce est nommée en l'honneur de Findlay Russell.

## Publication originale
- Williams, 1971 : « New and little known scorpions belonging to the punctipalpi group of the genus Vaejovis from Baja California, Mexico, and adjacent area (Scorpionida: Vaejovidae). » The Wasmann Journal of Biology, vol. 29, no 1, p. 37-63 (texte intégral).